# Estética totalitária
A Estética Totalitária é um tipo de manifestação estética típica dos regimes totalitários e seus fenômenos do século XX, como o stalinismo, o nazismo, o fascismo, o maoísmo e até o salazarismo. A arte totalitária é um tipo incontestável de cultura de massa que utiliza de forma peculiar a indústria cultural sob o controle rígido do Estado (e políticas estatais para a produção cultural). Essa estética, assim, é geralmente considerada típica da Arte e design de Propaganda, bem como resultante dela, eventualmente aliada ao uso da violência do estado. Desta forma, pensadores mais atuais, como Noam Chomsky apontam para a existência de uma outra forma de estética totalitária, sustentada basicamente pela propaganda e reinante no âmbito das democracias ocidentais.

## Características

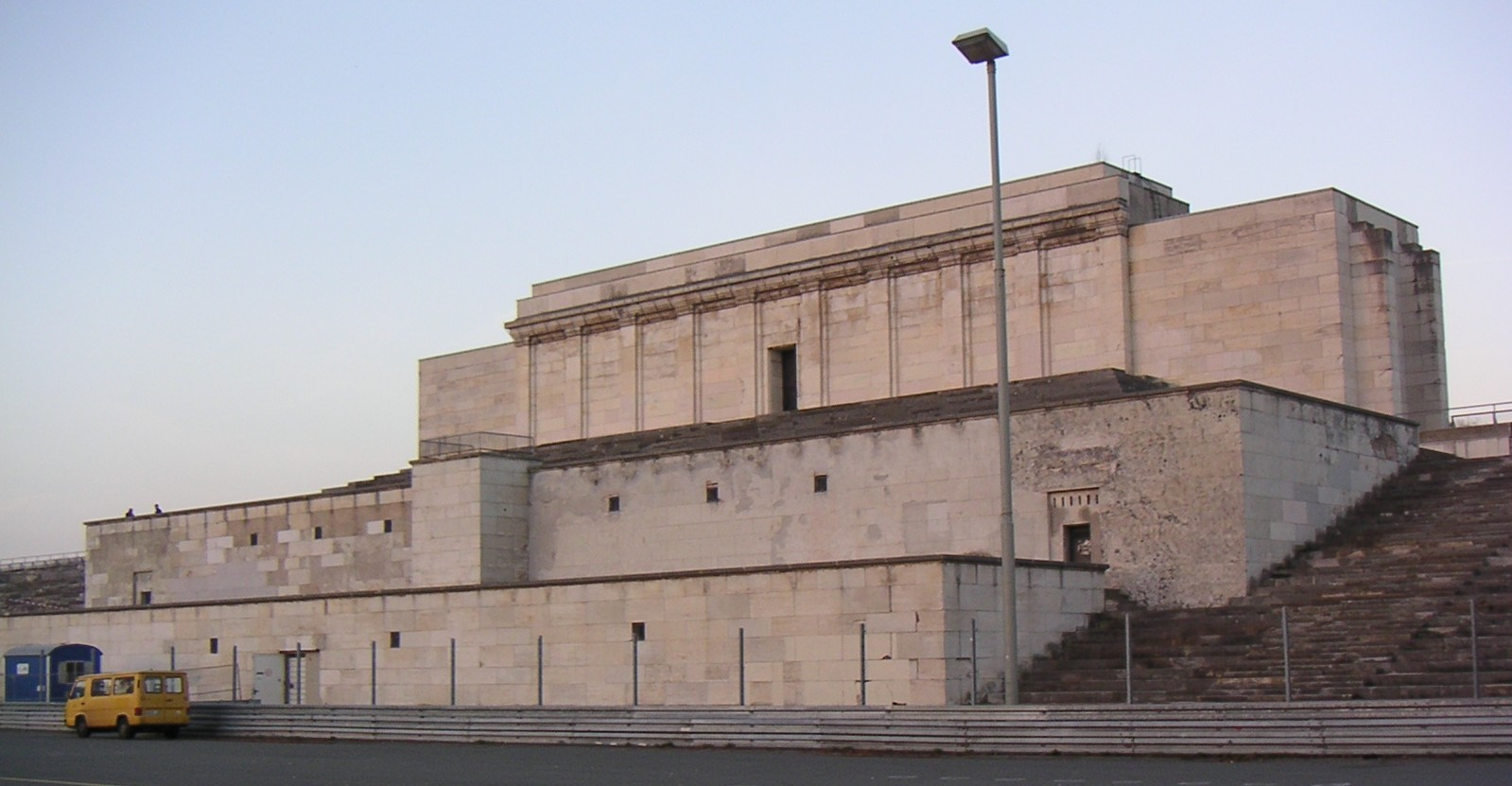
O Campo do Zeppelin, em Nuremberga, onde o Partido Nazista realizava seus congressos, foi projetado nos traços típicos da estética totalitária.

As linhas gerais da estética totalitária são, entre outras, as proporções monumentais e grandiloquentes, a padronização das técnicas de representação, o estilo hiper-realista, a simulação de movimento, as linhas retas e homogêneas (geralmente apontando para o céu), a preponderância de uma cor sobre outras (geralmente, o vermelho), a desindividualização dos personagens e narrativas em detrimento de personagens coletivos (a massa), a coreografia e os corais, a reverência ao ao esforço físico, ao trabalho braçal, ao atletismo e ao corpo.
A estética totalitária tem em comum à cultura dos regimes totalitários o revivalismo de civilizações antigas que representassem suas raízes, como o Império Romano, o Império Bizantino e a Grécia antiga, tendo sido perseguidas todas as manifestações de Vanguarda na arte. A esse respeito, note-se que Hitler criou um rol de obras vistas como "arte degenerada", enquanto Stalin substituiu programaticamente as vanguardas russas, como o Cubo-futurismo pelo chamado "realismo socialista".
Os regimes totalitários fizeram uso da arte e outras expressões estéticas (vestuário, design de objetos, produção gráfica, símbolos nacionais) como parte de uma lógica de dominação total da vida humana. No caso do nazismo e do stalinismo, foram estabelecidas verdadeiras políticas de Estado para estética. A política apropriou-se da retórica da arte: era a "a arte na sua fase romântica tardia", segundo Susan Sontag. Não por acaso, muitos dos comícios-espetáculos da Alemanha, da Itália e da União Soviética nos anos 1930s-1940s seguem os mesmos princípios da "obra de arte total" conceituada pelo compositor alemão Richard Wagner, romântico tardio: drama, música e coreografia eram fundidos num único espetáculo, carregado de emoção e ideologia, com o ethos enunciado através do pathos. As massas foram convertidas ao mesmo tempo em espectadores e figurantes. Em seu ensaio "Fascinante Fascismo" (1972), Sontag resumiu as orientações gerais da estética totalitária:

"O gosto pelo monumental e pela reverência massiva ao herói são comuns tanto à arte fascista quanto à comunista (...). A apresentação do movimento em padrões grandiosos e rígidos é um outro elemento comum, pois tal coreografia reflete a própria unidade do Estado. As massas são feitas para tomarem forma a serem desenhadas. Daí as manifestações atléticas de massa, exibições coreografadas de corpos, serem atividades valorizadas em todos os países totalitários."

## A estética em diferentes regimes
Como apontado acima, as principais manifestações daquilo que se pode chamar de estética totalitária encontram-se nos dois principais regimes totalitários do século XX, o nazi-fascismo de Hitler, acentuadamente, e o comunismo soviético de Stalin. A forma como tal estética é usada em ambos, porém, possui diferenças, ora su(b)tis e ora bastante gritantes. A estética nazista procurava rejeitar absolutamente qualquer referência às inovações artísticas atingidas pelas vanguardas do início do século, as quais considerava desvio mental, devassidão ou mesmo como "arte comunista". Por outro lado, a estética adotada pelo regime stalinista chegou a incorporar algumas das pesquisas construtivistas, ainda que aplicando-as de forma antagônica às suas origens.

### Realismo Socialista
O Realismo Socialista foi o conjunto de diretrizes formais, estilísticas e poéticas oficial da União Soviética entre a década de 1930 e a morte de Stalin e o subsequente processo de desestalinização. O Realismo Socialista era, mais que um estilo, uma política oficial que pretendia adequar a produção cultural soviética (e dos demais artistas militantes comunistas do mundo) à interpretação marxista-leninista (na verdade, a visão stalinista desta) da realidade.
O principal artífice do Realismo Socialista foi Andrei Jdanov.
Contra o Realismo Socialista levantaram-se vários críticos e detratores ativos, como Pablo Picasso, Piet Mondriaan e Clement Greenberg. No contexto histórico da Revolução Russa, o Realismo Socialista consagrou-se como política estética oficial do Estado em antagonismo às várias tendências estéticas genericamente denominadas como vanguarda russa, através do repúdio de Stálin ao aspeto supostamente libertador das estéticas anteriores. Os membros da vanguarda russa, artistas em geral ligados ao Construtivismo, ao Abstracionismo e ao Suprematismo, possuíram papel importante na primeira fase da revolução, propondo a criação de grandes ateliês públicos de arte, nos quais a livre expressão estética seria incentivada pelo Estado, em busca da libertação, tanto individual quanto coletiva, dos valores pré-revolucionários. Com a política totalitária stalinista, este tipo de posicionamento artístico foi duramente combatido, sendo perseguidos nomes ligados à arte abstrata, em especial. Kasimir Malievith é considerado o caso exemplar: proibido de continuar sua pesquisa suprematista (considerada revolucionária por vários críticos e estudiosos da arte ocidental), passou a pintar apenas obras figurativas e realistas quando da promulgação do Realismo soviético. Mesmo aquele poeta que era considerado a principal voz da revolução na literatura, Vladimir Maiakovski, passou a ser criticado pelos ideólogos da estética governamental, tendo tal pressão sido considerada como uma das causa do seu suicídio por Trotsky, enquanto outros consideram a possibilidade de um assassinato político engendrado pelo próprio regime stalinista.
Durante praticamente todo o período de existência da União Soviética, a vanguarda russa original foi esquecida e pouco estudada, privilegiando-se o Realismo socialista. Apenas com a queda do comunismo stalinista do Leste Europeu tal movimento passou a despertar novos interesses.

### Estética nazista

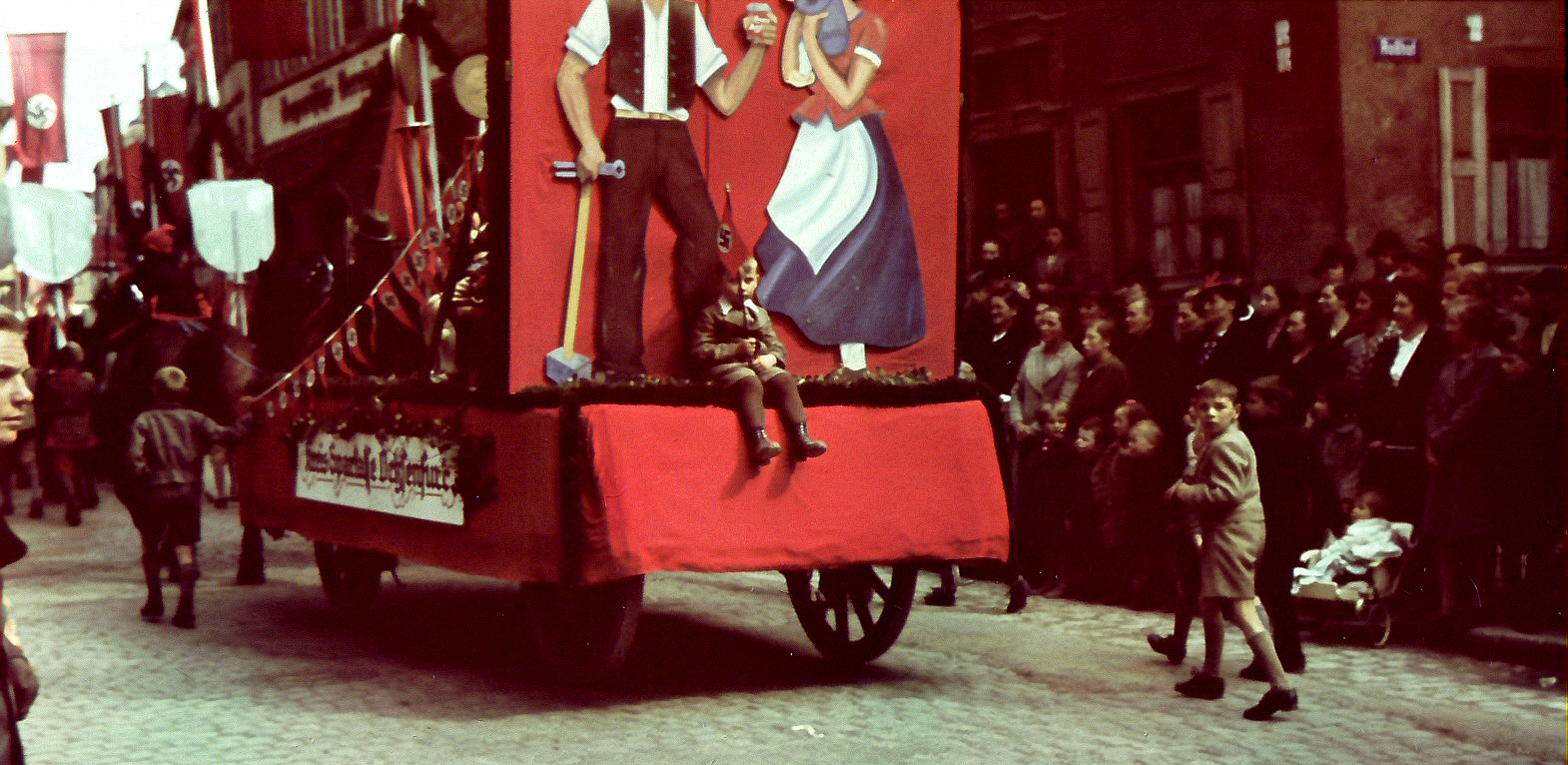
Desfile folclórico na Alemanha dos anos 1930.

A estética, para o Nacional-Socialismo, era um ponto central de sua política de reorganização do mundo. Para a ideologia hitlerista, a sociedade ocidental vivia um processo de decadência, atribuída a uma contaminação social que tinha como dois fatores principais os judeus, no plano étnico, e os comunistas, no plano ideológico. Uma vez erradicados ambos, a nação alemã estaria purificada e livre para alcançar seu papel de supremacia na Humanidade, segundo a promessa nazista. Assim, a reforma do mundo seria um processo de "purificação", "higienização" e "embelezamento", ainda que isto significasse o extermínio físico de indivíduos (incluindo ainda os chamados "arianos" com deformidades físicas e doenças mentais).
Os nazistas também decidiram banir a arte modernista produzida pelas vanguardas artísticas, especialmente na pintura e na escultura, exibindo suas obras para execração pública nas chamadas "Exposições de Arte Degenerada".
A estética nazista foi aplicada por funcionários do partido NSDAP sob a orientação pessoal de Adolf Hitler, que era um designer (gráfico e de produto) por formação e profissão, e um artista plástico frustrado em sua juventude. O principal colaborador de Hitler neste campo foi o orador e propagandista Josef Goebbels.
Para os nazistas a arte deveria criar efeito, tais como monumentalidade e grandiloquência. Deveria também glorificar a pureza da raça ariana. Assim, judeus no campo étnico e comunistas no campo ideológico - seres, em sua visão, contaminados - deveriam ser combatidos. O conceito de arte degenerada possui esse propósito.

## Modernismo e totalitarismo

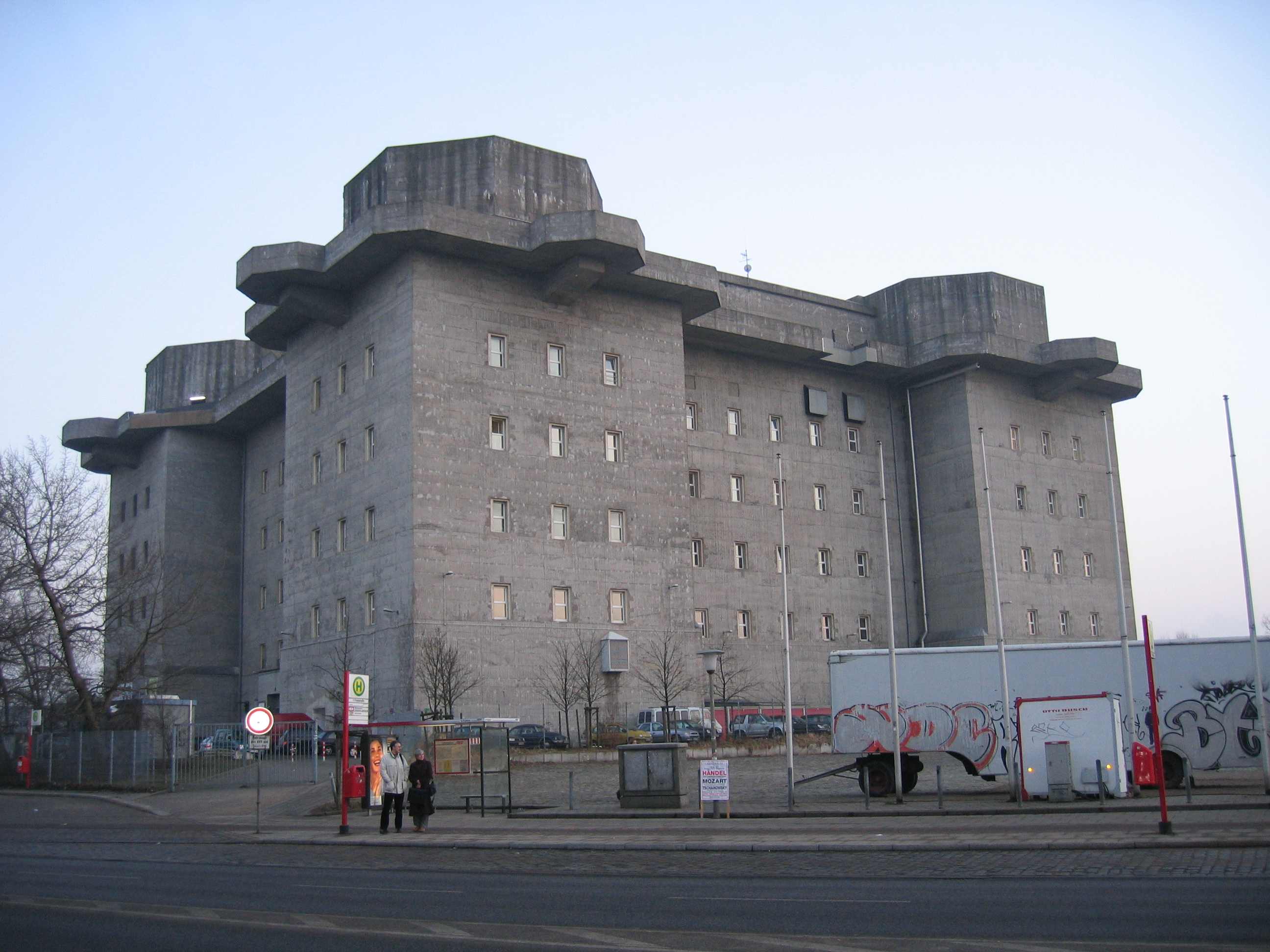
Torres Flak como esta em Hamburgo foram construções comuns dos nazistas na Alemanha e na Áustria.

Após a Primeira Guerra Mundial e o fim da Belle Époque, o pessimismo tomou conta da intelectualidade e fez muitos artistas procurarem esquecer o passado e construir novos valores, a partir do zero. A Arte não poderia deixar de acompanhar essa mudança, e passou a buscar também uma nova estética, para romper com o que se produzira em todos os séculos anteriores. Um ideal que passou a ser objetivo comum a vários artistas de vanguarda do período foi a democratização da arte, ou seja, a produção de um gênero artístico que atingisse todas as classes sociais, igualmente, através de formas e temas universais, comuns a todos os Homens.
Foram vários os artistas que perseguiram esse "estágio". Os estilos modernistas, em suas nuances, inserem-se quase todos nessa busca pela arte universal. No entanto, conseguimos distinguir claramente dois grupos de artistas que buscavam essa universalidade, de acordo com seus comportamentos em relação ao fenômeno totalitário que se erguia: os "a favor", que concordavam com a reforma estética proposta pelos novos regimes, que não se alinham em hipótese algumas com as vanguardas, com exceção, do Futurismo de Marinetti, apenas na sua louvação à força; e os "contra", que também propunham uma reforma estética, mas justamente através do distanciamento do passadismo, do uso, também, da abstração e do rompimento definitivo com os estilos anteriores.
Como um todo, porém, os artistas apolíticos praticamente já não existiam naquela época. A participação de muitos deles na Guerra Civil Espanhola, tanto nas Brigadas Internacionais socialistas como nas forças falangistas, era uma evidência disso.
No segundo grupo, temos a ação destacada de Piet Mondriaan, o pintor holandês que propôs um verdadeiro plano de reforma social através da estética. Para ele, a estética ideal e era aquela não-figurativa, composta apenas de elementos geométricos abstratos, portanto universal. Ao fazer representações da realidade, o artista estaria apresentando suas próprias impressões da verdade, influenciando assim o observador — o que Mondrian condena veementemente. Ele justifica essa condenação argumentando que a figuração (em especial o realismo) pressupõe o pré-aprendizado de determinados conceitos para sua compreensão, tanto formal como simbólica, enquanto o abstracionismo não. Para Mondrian, se o objetivo é a universalização, não se pode de forma alguma haver representação figurativa ou significativa numa obra de arte: os únicos elementos visuais que são percetíveis igualmente por todos os Homens são as formas geométricas regulares.
No pós-guerra de 1918, várias tendências vanguardistas que surgiam desde o final do século XIX foram se afirmando e se consolidando. O Modernismo não foi a única vanguarda dessa época e nem a que mais causou consequências no século XX. Entretanto, foi a vanguarda vencedora e, desta forma, é essa a História que foi escrita, a do vencedor.

## Manifestações estéticas totalitárias

### Artes gráficas
As artes gráficas, principalmente o cartazismo, foram extensivamente usadas na propaganda dos regimes totalitários, bem como na criação de um ambiente esteticamente permeado pela ideologia oficial.
É interessante notar, porém, que um dos principais focos de desenvolvimento do design gráfico no século XX se deu através da escola alemã Bauhaus e de seus seguidores (especialmente pela Escola da Forma de Ulm), ou seja, por movimentos antagônicos ao totalitarismo e politicamente ligados, de forma muito genérica, ao projeto de mundo da social-democracia. A Bauhaus, inclusive, chegou a ser fechada pelo governo nazista. Da mesma forma, na Rússia, os principais nomes do cartazismo estavam ligados à vanguarda russa, sendo todos socialistas, de orientação anti-totalitária, tendo sido os principais propagandistas da revolução e tendo que, posteriormente, abandonar seus postulados estéticos inovadores. Em ambos os regimes (nazista e comunista), os institutos de propaganda oficiais aproveitaram-se, de uma forma ou de outra, da pesquisa a respeito da comunicação de massas promovidas por seus rivais.

### Cinema
Depois da pintura e da escultura, as artes mais produzidas da Europa, o cinema foi a forma de expressão artística que mais sofreu influência da estética totalitária. E, ao mesmo tempo, a que mais se difundiu entre a população, tanto pela finalidade de apreciação estética como pelo caráter de comunicação de massa.
No cinema, alguns dos principais representantes destas correntes estéticas foram a documentarista alemã Leni Riefenstahl e o diretor e montador soviético Serguei Eisenstein. Os filmes chineses produzidos após a revolução de 1949, como o recente Virada Vermelha, também se orientam pela estética totalitária do regime chinês.
Em sua obra-prima, O Triunfo da Vontade, Leni Riefenstahl "utiliza grandes tomadas de imagens de massas concentradas alternando com close-ups que isolam uma paixão singular" (como Susan Sontag comenta em seu ensaio "Fascinante Fascismo", de 1986). A intenção é transmitir o conceito de Ordnung, colunas que marcham em linhas rígidas, jovens com olhar obstinado. Leni Riefenstahl tinha noção exata dos recursos técnicos de que precisava para conseguir captar o efeito da massa uniformizada e ordenada. A câmera deveria subir, a lente deveria captar todo o cenário, e se não houvesse grua, que fosse inventada uma. A construção do pró-fílmico (o objeto que é fotografado/filmado) na obra de Leni se insere no jogo ideológico totalitário: uma verdade única, um olhar unívoco sobre o objeto. Buscando a aparência de verdade, os documentários apelam para um recurso discursivo determinado: o "efeito de real". Afinal, trata-se tão somente de registro de fatos, como insiste a diretora.

### Arquitetura e escultura

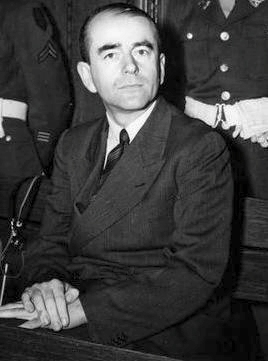
Albert Speer, o arquiteto principal do III Reich, nos Julgamentos de Nuremberg.

Os principais expoentes da estética nazista na construção e nas artes da forma concreta foram Albert Speer na arquitetura e Arno Becker na escultura.
A arquitetura dos grandes palácios nazi-fascistas eventualmente incorporava elementos estilísticos clássicos, mas sua principal característica era a constante procura de uma altivez e uma monumentalidade tão grandes que chegavam a ser opressivas. Os edifícios públicos deveriam, através de sua grandiosidade em relação ao indivíduo, ostentar o Estado em sua plenitude e superioridade. Genericamente, tal produção pode ser considerada "eclética", visto que possuía referências a estilos ora em voga, como o art decó e certos revivalismos, embora fosse inédita.

## Estética totalitária hoje
Atualmente, alguns dos países que produzem, evidentemente, cultura de massa seguindo os parâmetros da estética totalitária são a Coreia do Norte, a República Popular da China e o Turquemenistão. Os monumentos franquistas em Espanha começou a ser retirado pela  Lei de Memória Histórica, de 2007, que determina que os símbolos do franquismo devem ser banidos dos locais públicos.
Além disso, a estética totalitária é revivida em produtos da cultura pop toda vez que se deseja remeter à cultura dos países que viveram estes regimes em suas analogias com os regimes democráticos ocidentais. Alguns exemplos disto são o famoso videoclipe da banda Pet Shop Boys para sua regravação da música Go west, representando o Exército Vermelho sob uma estilização de computação gráfica, ou o videoclipe de abertura do álbum HIStory, de Michael Jackson, que utilizou o exército da Bulgária para revelar uma gigantesca estátua do cantor.
Certas produções cinematográficas que procuram retratar ambientes distópicos (como, por exemplo, os filmes Brazil e 1984) também se utilizam das referências estéticas totalitárias em sua composição cenográfica e caracterização.
Os críticos da estética totalitária costumam associar suas obras e seus valores estilísticos ao conceito de kitsch, associando a massificação da cultura aos regimes totalitários em suas analogias com os regimes pretensamente democráticos. Noam Chomsky considera a existência uma forma de totalitarismo, baseado principalmente na publicidade. Afirma Chomsky que "a propaganda significa para a democracia o mesmo que o porrete significa para o estado totalitário". Desta forma, para Chomsky, a massificação da cultura se dá através de um artifício totalitário, servindo a interesses econômicos e impedindo a visibilidade de manifestações originais do pensamento, o que incluiria qualquer forma de estética, levando a uma certa padronização das formas de expressão e a um outro tipo de totalitarismo estético.